# Atoroxpriset
Atoroxpriset är Åbo science fiction-förenings novellpris som delats ut årligen sedan 1983 till den bästa finländska science fiction- eller fantasynovell som publicerats året innan. Priset har fått sitt namn och utseende efter huvudfiguren i författaren Outsiders (pseudonym för Aarne Haapakoski) böcker. Johanna Sinisalo är den författare som samlat på sig flest Atoroxstatyetter (sju). Pasi Jääskeläinen har erhållit priset tre gånger.

## På svenska
Ett halvdussin vinnarnoveller finns översatta till svenska i den finlandssvenska science fiction- och fantasytidskriften Enhörningen, som har som mål att översätta alla Atoroxvinnare till svenska.

## Pristagare
- 2022: Maarit Leijon, "Mustarastas"
- 2021: Reetta Vuokko-Syrjänen, "Neljäs porsas"
- 2020: Reetta Vuokko-Syrjänen,	"Emma Halmin vaihtoehdot kuolemalle"
- 2019: Janos Honkonen, "Sadan vuoden huuto"
- 2018: Jenny Kangasvuo, "Musta otsa"
- 2017:	Maiju Ihalainen, "Itkevän taivaan temppeli"
- 2016: Magdalena Hai, "Kaunis Ululian"
- 2015:	Maiju Ihalainen, "Terrakotta"
- 2014: Jussi Katajala, "Mare Nostrum"
- 2013: Anni Nupponen, "Joka ratasta pyörittää"
- 2012: Pasi Ilmari Jääskeläinen, "Kirje Lethelle"
- 2011: Anne Leinonen, "Nahat"
- 2010: Heikki Nevala, "Koneesta sinä olet syntyvä"
- 2009: Mari Saario, "Kenkänaula"
- 2008: Susi Vaasjoki, "Taruntekijä"
- 2007: Anne Leinonen, "Toisinkainen"
- 2006: Jenny Kangasvuo, "Kaikessa lihassa on tahto" ("Det finns en vilja i allt kött")
- 2005: Tero Niemi och Anne Salminen, "Matka Reformaan" ("Resan till Reforma")
- 2004: Anne Leinonen, "Valkeita lankoja" ("Vita trådar")
- 2003: Tero Niemi och Anne Salminen, "Ja Jumala kutoi mattoja omista hiuksistaan" ("Gud vävde mattor av sitt hår")
- 2002: A.C. Ross, "Sokeat näkevät unia" ("De blinda ser drömmar")
- 2001: Johanna Sinisalo, "Lentävä hollantilainen" ("Den flygande holländaren")
- 2000: Pasi Jääskeläinen, "Oi niitä aikoja: elämäni kirjastonhoitajattaren kanssa" ("Vilka tider: mitt liv med bibliotekariern")
- 1999: Pasi Jääskeläinen, "Alla pinnan toiseus piilee" ("Under ytan ligger utanförskapet")
- 1998: Pasi Jääskeläinen, "Missä junat kääntyvät" ("Där tågen vänder")
- 1997: Johanna Sinisalo, "Tango merellä"
- 1996: Eeva-Liisa Tenhunen, "Ursa Amanda"
- 1995: Atro Lahtela, "Poimu"
- 1994: Johanna Sinisalo, "Me vakuutamme sinut"
- 1993: Johanna Sinisalo, "Kharonin lautta" ("Charons båt")
- 1992: Risto Isomäki, "Puu" ("Trädet")
- 1991: Johanna Sinisalo, "Punatähti" ("Den röda stjärnan")
- 1990: Ari Tervonen, "Matkalla nurinkäännettyyn avaruuteen"
- 1989: Johanna Sinisalo, "Hanna"
- 1988: S. Albert Kivinen, "Keskiyön Mato Ikaalisissa"
- 1987: Kimmo Saneri, "Ollin oppivuodet Aapelin alkuasetelmat"
- 1986: Johanna Sinisalo, "Suklaalaput"
- 1985: Pekka Virtanen, "Perinne" ("Tradition")
- 1984: Eija Elo, "Napoleonin vaihtoviikot" ("Napoleons utbytesveckor")
- 1983: Antti Oikarinen, "Jumalten vuori"